# Brad Garrett
Brad Garrett, född Brad H. Gerstenfeld den 14 april 1960 i Woodland Hills, Los Angeles, Kalifornien, är en trefaldigt Emmy Award-belönad amerikansk skådespelare, röstskådespelare och komiker. Han är mest känd för sina roller i situationskomedierna Alla älskar Raymond och I nöd och lust.

## Filmografi (i urval)
- Jetsons: The Movie - 1990 (röst)
- Porco Rosso - 1992 (röst)
- Casper - 1995 (röst)
- A Delicatessen Story - 1996
- Spy Hard - 1996
- George B. - 1997
- Suicide Kings - 1997
- Pocahontas 2: Resan till en annan värld - 1998 (röst)
- Postal Worker - 1998
- Ett småkryps liv - 1998 (röst)
- Hercules: Zero to Hero - 1999 (röst)
- Sweet and Lowdown - 1999 (röst)
- En extremt långbent film - 2000 (röst)
- Façade - 2000
- Stuart Little 2 - 2002
- The Country Bears - 2002
- Hitta Nemo - 2003 (röst)
- The Trailer - 2003
- Gustaf - 2004 (röst)
- The Amateurs - 2005
- The Pacifier - 2005
- Tarzan II - 2005 (röst)
- Asterix och Vikingarna - 2006 (röst)
- Natt på museet - 2006 (röst)
- Music and Lyrics - 2007
- Underdog - 2007 (röst)
- Råttatouille - 2007 (röst)
- Christmas Is Here Again - 2007 (röst)
- Burt Wonderstone - 2013
- Christopher Robin & Nalle Puh - 2018 (röst)
- 2024 – Saturday Night

## TV-serier (i urval)
- The Transformers (1984-1987) (röst)
- Hulk Hogan's Rock 'n' Wrestling (1985-1987) (röst)
- Where's Waldo? (1991-1992) (röst)
- Roseanne (1991)
- Eek! The Cat (1992-1997) (röst)
- Biker Mice from Mars (1993-1996) (röst)
- Bonkers (1993-1994) (röst)
- Byrackorna (1993-1995) (röst)
- Hollyrock-a-Bye Baby (1993) (röst)
- Project G.e.e.K.e.R. (1996-1997) (röst)
- Mighty Ducks (1996-1997) (röst)
- Alla älskar Raymond (1996-2005)
- Toonsylvania (1998-2000) (röst)
- The Batman/Superman Movie (1998) (röst)
- Musses verkstad (1999-2000) (röst)
- Hos Musse (2001-2004) (röst)
- Bleacher Bums (2002)
- Legend of the Lost Tribe (2002) (röst)
- I nöd och lust  (2006-2010)
- Fargo (2015)
- Big Shot (2021)